# Тонкозерниста структура
Тонкозерниста структура (англ. fine-grained texture; нім. feinkörnige Struktur f) – кристалічнозерниста структура гірської породи, для якої характерна присутність мінеральних зерен, розмір яких набагато менший за розмір зерен в характерних представниках кожного даного типу порід.